# Girolama Borgia
Girolama Borgia (ur. ok. 1469, zm. 1483) – nieślubna córka kardynała Rodriga Borgii, późniejszego papieża Aleksandra VI, z nieznanej matki.

## Życiorys
W styczniu 1482 Girolama została wydana za pochodzącego ze szlachetnego rzymskiego rodu Gianandreę Cesariniego. Ojciec Girolamy był obecny przy wystawianiu urzędowego potwierdzenia, oświadczając swe ojcostwo względem Girolamy. Najstarsza córka Borgii zmarła w wieku zaledwie 14 lat, toteż zachowały się o niej nieliczne wzmianki w źródłach. Z powodu krótkotrwałości małżeństwa pozostało ono bezpotomne.